# Stazione di Matrice-Montagano-San Giovanni in Galdo
La stazione di Matrice-Montagano-San Giovanni in Galdo è una stazione ferroviaria, posta lungo la ferrovia Termoli-Campobasso, che serve i comuni di Matrice, Montagano e San Giovanni in Galdo. È situata nel territorio comunale di Matrice, dal cui centro dista 1,2 km, mentre le distanze dagli altri centri che serve sono 3,7 km da Montagano e 8,7 km da San Giovanni in Galdo. Fino agli anni ‘70 era la stazione di riferimento per i paesi della valle del Biferno, in quanto raggiungibile in minor tempo rispetto alla più frequentata stazione di Campobasso.

## Storia
Fino al 1922 era denominata semplicemente "Matrice-Montagano"; in tale anno assunse la nuova denominazione di "Matrice-Montagano-San Giovanni in Galdo".
Dal 2017 al 2020 la stazione venne ammodernata durante i lavori per la metropolitana leggera Matrice-Campobasso-Bojano.

## Movimento
Ogni giorno quattro treni regionali sostano alla stazione, due per Campobasso e due per Termoli.
È previsto il passaggio della linea di metropolitana leggera Matrice-Bojano, ma ciò avverrà solo dopo l'apertura della linea elettrificata da Venafro a Campobasso.

## Servizi
La stazione, che RFI classifica nella categoria bronze, dispone di:
- Biglietteria automatica
- Sala d'attesa
- Servizi igienici
- Parcheggio per auto